# Yeni Cami (Istanbul)

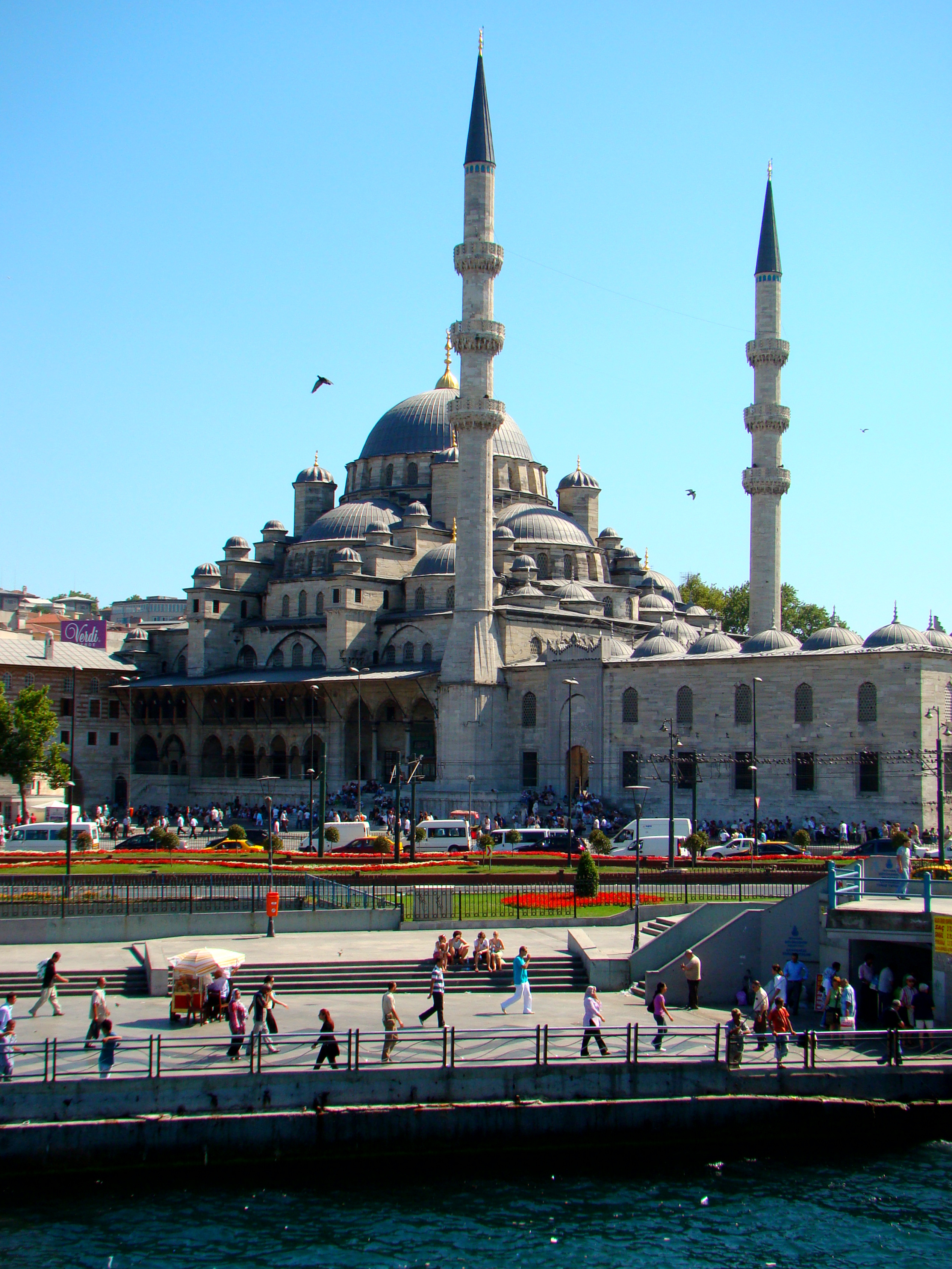
Außenansicht der Yeni Cami

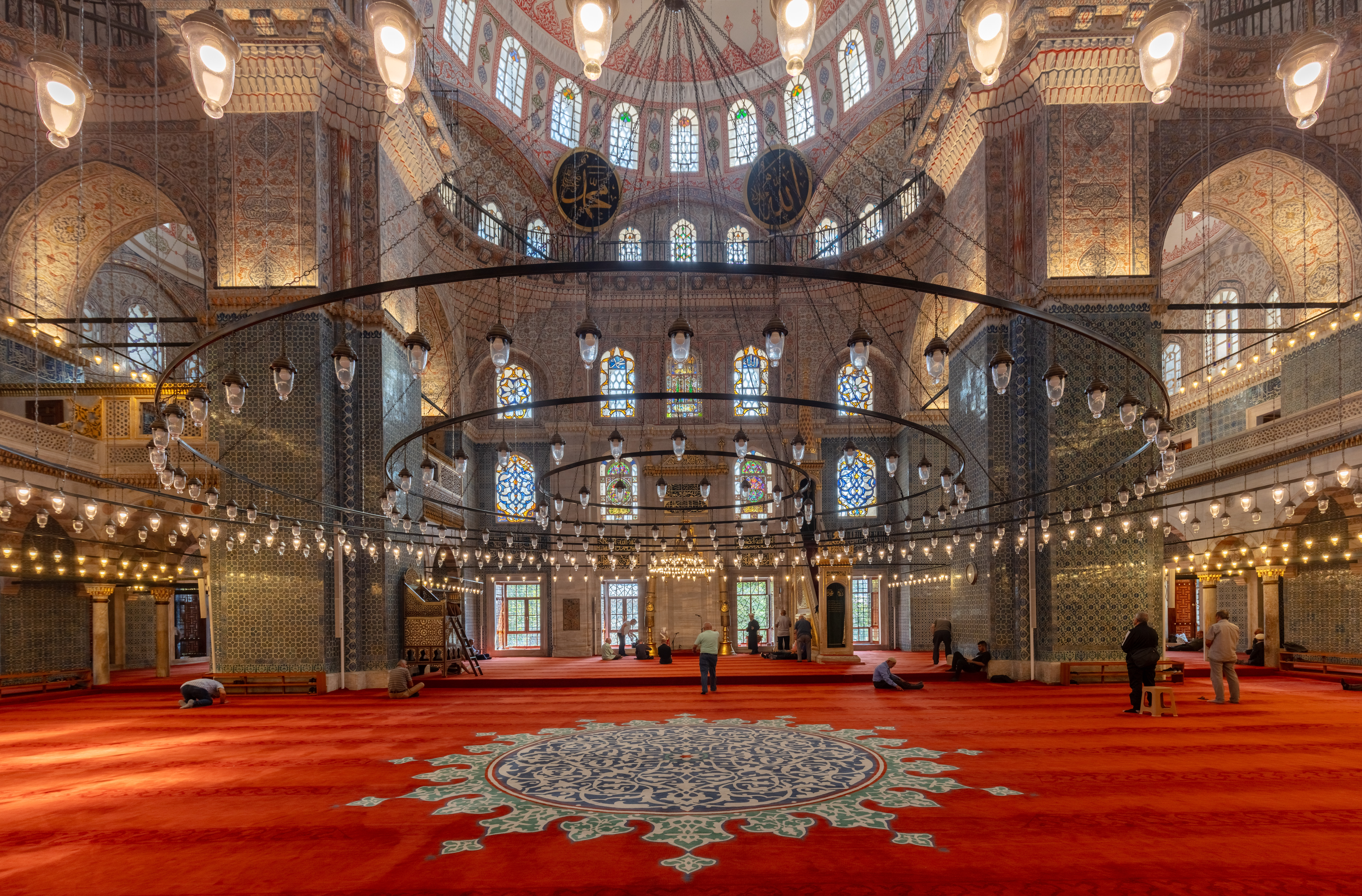
Der Innenraum der Yeni Cami

Die Yeni Cami, deutsch Neue Moschee, befindet sich im Istanbuler Stadtteil Eminönü, in der Nähe des Gewürzbasars, fast am Ufer, am südöstlichen Ende des Goldenen Horns am Südende der neuen Galatabrücke. Sie ist auch als Valide-Sultan-Moschee oder Taubenmoschee bekannt, gebräuchlich ist aber der Name Yeni Cami. Die Moschee ersetzte seinerzeit eine Brandruine, weshalb sie „Neue“ Moschee genannt wurde. Fertiggestellt wurde sie im Jahre 1663.

## Baugeschichte
Der Auftrag für den Bau der Yeni Cami wurde im Jahre 1597 von Safiye Sultan erteilt. Sie legte den Grundstein für den Bau der Moschee. Safiye Sultan war die Frau von Sultan Murat III. Fertiggestellt wurde die Moschee – mit viel Mühe – im Jahre 1663, also knapp 70 Jahre später, von Sultan Mehmeds IV. Mutter Hatice Turhan Sultan. Ab diesem Datum stand die Yeni Cami für Gebete und Zeremonien für die Bevölkerung zur Verfügung. Die Architekten waren unter anderem (der Reihe nach) Mimar Davut Ağa, Mimar Dalgıç Ahmed Ağa und schließlich Mustafa Ağa. Mimar Davut Ağa war ein Schüler des berühmten Architekten Mimar Sinan.

## Umgebung und Zentrum von Istanbul
Die Moschee erhebt sich nahe dem Eingang des Ägyptischen Basars. Besonders die İznik-Fayencen im Innern des Gebäudes und der Kuppelbau sind hervorragende Zeugnisse osmanischer Architektur. Der Komplex weist 66 Kuppeln auf. Weiterhin befinden sich im Vorhof ein Brunnen und ein Balkon sowie ein Pavillon des Sultans.

## Referenzen
- Suraiyah Faroqhi: Subjects of the Sultan: Culture and Daily Life in the Ottoman Empire. I B Tauris, 2005, ISBN 1-85043-760-2.